# Nukapu
Nukapu è un atollo corallino delle Isole Salomone, nella Provincia di Temotu, ubicato poco a nord delle Reef Islands.
L'atollo si estende da nord-est a sud-ovest per una lunghezza massima di 3,2 km, con una larghezza di 2,2 km. Al centro vi è una piccola laguna con una superficie di circa 70 ettari.
Nipwa è l'unico villaggio presente sull'isola, abitato da circa 100 indigeni polinesiani che parlano la lingua Pileni.
Sull'isola fu assassinato nel 1871 il vescovo anglicano John Patteson.